# Frère Rufin d'Assise
Pour les articles homonymes, voir Rufin d'Assise.
Rufin d'Assise (avant 1195 - 14 novembre 1270, Assise), aussi nommé Rufinus Sciffius   (en italien : Rufino di Assisi) est un religieux et écrivain italien. C'est l'un des plus proches compagnons de saint François d'Assise.

## Biographie

### Le disciple
Rufin appartient à une famille noble d'Assise, il est le fils de Scipione d’Offreduccio, oncle paternel de Claire d'Assise, dont il est donc le cousin germain,,. Il a longtemps été considéré, probablement à tort, comme un membre de la famille Scifi de Conti di Sassorosso,,.
Il ne fait pas partie des 12 premiers disciples de François, mais il est l'un des premiers à le rejoindre après l’acceptation de la première règle par le pape Innocent III. Luc de Wadding rapporte qu'il est en effet le deuxième (après Léon et avant Massée de Marignan) à rejoindre François après son retour, quand la petite communauté des frères se fixe à la Portioncule à la fin de l'année 1210,.
Les témoignages lui attribuent un bon caractère, il était droit, tenace et généreux mais timide, difficile et renfermé, ce qui finit par le rendre parfois têtu. Il était plus attiré par la prière et la vie contemplative que la prédication. Une anecdote rapportée dans le chapitre 30 des Fioretti, le montre hésitant à obéir à saint François qui l'envoie prêcher à Assise. Mécontent de cette désobéissance, François lui ordonne alors d'aller immédiatement prêcher nu, ne gardant que ses braies. Rufin s’exécute, mais saint François est pris de remords et se déshabille lui aussi pour rejoindre Rufin et prêcher, nus tous les deux, devant la population effarée d'Assise.
Il est réputé pour avoir conservé sa pureté virginale. François le tenait en si grande estime qu'il était persuadé que Ruffin était déjà « canonisé dans le Ciel » et qu'il n'hésitait pas à l'appeler « saint Rufin » de son vivant,,.
Rufin avait un caractère complexe et dut lutter durement avec sa nature pour suivre l'exemple du saint qui s'occupa beaucoup de lui : « Ce gentilhomme d'Assise, timide, silencieux, réservé, parfois insatisfait, semblait le moins apte à l'heureuse compagnie de la Portioncule. Mais sous sa réserve il cachait une grande douceur et une sincérité absolue. Sa timidité est née de son tempérament extrêmement sensible. Peut-être que François, averti par la complexité de son propre caractère, était conscient, au point de se sentir responsable, de la torture et de la tristesse dues à l'extrême sensibilité de Rufin, et avait l'habitude de le traiter avec la plus grande gentillesse ». Peut-être faut-il comprendre en ce sens, la « sainteté » que lui accorde François, afin qu'il prenne confiance en lui.
Il fait partie des quelques frères avec qui saint François se rend sur l'Alverne en 1224, et où il reçoit les stigmates en 1224,,. Rufin est ensuite le témoin privilégié des stigmates puisqu'il est chargé de soigner François,, et fut le seul à les toucher du vivant du saint.

### Après la mort de Saint François
En 1244, à la demande de Crescence de Jesi, il rassemble ses souvenirs avec ceux des frères Léon et Ruffin afin de composer une vie de saint François, qui sera nommée La Légende des trois compagnons (Legenda trium sociorum),,. Un texte de ce nom nous est parvenu, mais il n'est sans doute pas l'original,. 
Il meurt très âgé à la Portioncule le 14 novembre 1270,, après une vision commune avec frère Léon qui mourra lui-même un an plus tard,. Il est vénéré comme bienheureux, sa date liturgique est fixée au 14 novembre.
Son corps repose dans l'église inférieure de la basilique Saint-François d'Assise au côté de Saint François, avec les frères Léon, Ange et Massée.